# Ryssland i olympiska vinterspelen 2010
Ryssland deltog i olympiska vinterspelen 2010 i Vancouver i Kanada med en trupp på 177 aktiva i 15 sporter.
Ryssland som länge varit en stormakt inom vinteridrott tog 15 medaljer, därav bara tre guld vilket resulterade i en elfte plats i medaljligan. Det är landets sämsta facit i OS genom tiderna. Ryssarnas eget mål var 40 medaljer och topp tre totalt. Det dåliga resultatet medförde att president Dmitrij Medvedev krävde att de sportsligt ansvariga avgår. "De som varit ansvariga för förberedelserna inför de olympiska spelen måste ställas till svars omedelbart. De ansvariga personerna borde ta det modiga beslutet och lämna in sina avskedsansökningar – och om de inte kan göra det kommer vi att hjälpa dem med det." sade Medvedev i ett TV-sänt tal enligt TT.

## Medaljer

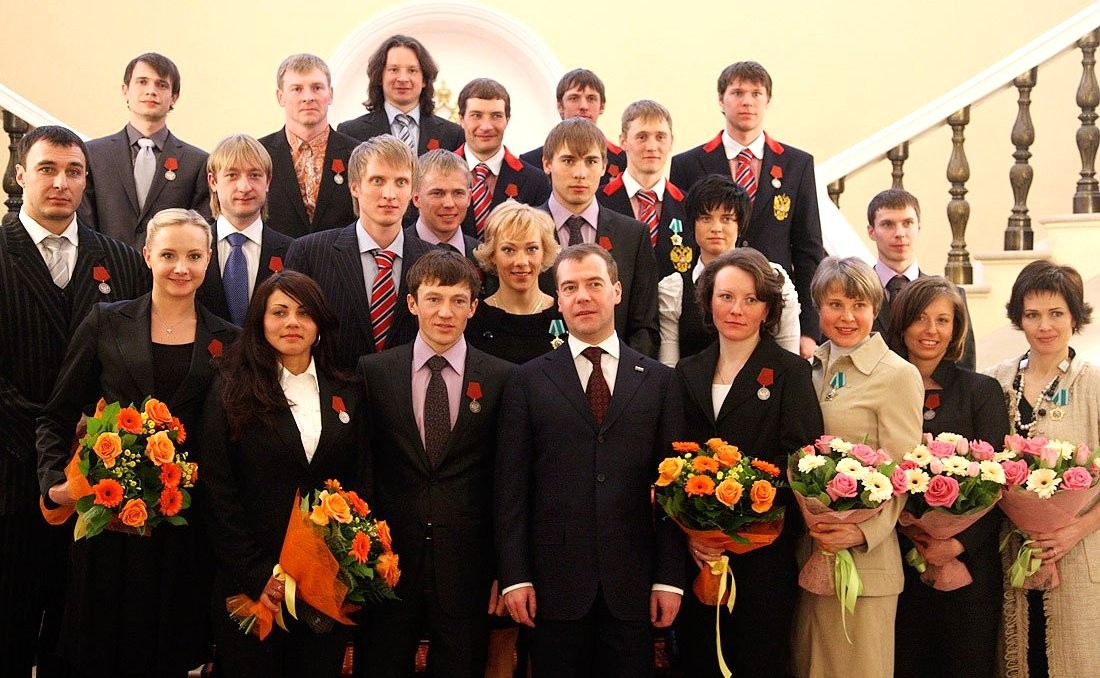
2010-03-15

.

### Guld
- Längdskidåkning
  - Sprint herrar: Nikita Krjukov
- Skidskytte
  - Masstart herrar: Jevgenij Ustiugov
- Skidskytte
  - Stafett damer: Svetlana Sleptsova, Anna Bogalij-Titovets, Olga Medvedtseva och Olga Zajtseva

### Silver
- Konståkning
  - Soloåkning herrar: Jevgenij Plusjenko
- Längdskidåkning
  - Sprint herrar: Aleksandr Panzjinskij
- Skidskytte
  - Masstart damer: Olga Zajtseva
- Hastighetsåkning på skridskor
  - 10 000 m herrar: Ivan Skobrev
- Snowboard
  - Damernas parallellslalom: Ilyukhina, Ekaterina

### Brons
- Hastighetsåkning på skridskor
  - 5 000 m herrar: Ivan Skobrev
- Skeleton
  - Skeleton herrar: Aleksandr Tretiakov
- Bob
  - Två-manna lag herrar: Aleksandr Zubkov, Aleksej Vojevoda
- Längdskidåkning
  - Sprintstafett damer: Irina Chazova och Natalja Korosteljova
  - Sprintstafett herrar: Nikolaj Morilov och Aleksej Petuchov
- Konståkning
  - Isdans: Oksana Domnina och Maksim Sjabalin
- Skidskytte
  - Herrarnas stafett: Ivan Tjerezov, Anton Sjipulin, Maksim Tjudov och Jevgenij Ustiugov

## OS-trupp
| Namn                              | Kön | Sport                       |
| --------------------------------- | --- | --------------------------- |
| Elena Prosteva                    | D   | Alpin skidåkning (5 aktiva) |
| Ljajsan Rajanova                  | D   | Alpin skidåkning (5 aktiva) |
| Alexandr Choroshilov              | H   | Alpin skidåkning (5 aktiva) |
| Sergej Maitakov                   | H   | Alpin skidåkning (5 aktiva) |
| Stepan Zujev                      | H   | Alpin skidåkning (5 aktiva) |
| Ludmila Privivkova                | D   | Curling (6 aktiva)          |
| Anna Sidorova                     | D   | Curling (6 aktiva)          |
| Nkeiruka Ezekh                    | D   | Curling (6 aktiva)          |
| Ekaterina Galkina                 | D   | Curling (6 aktiva)          |
| Margarita Fomina                  | D   | Curling (6 aktiva)          |
| Ekaterina Stolyarova              | D   | Curling (6 aktiva)          |
| Aleksandr Smysjljajev             | H   | Freestyle (7 aktiva)        |
| Andrey Volkov                     | H   | Freestyle (7 aktiva)        |
| Denis Dolgodvorov                 | H   | Freestyle (7 aktiva)        |
| Sergey Volkov                     | H   | Freestyle (7 aktiva)        |
| Dmitry Marushchak                 | H   | Freestyle (7 aktiva)        |
| Yury Shapkin                      | H   | Freestyle (7 aktiva)        |
| Egor Korotkov                     | H   | Freestyle (7 aktiva)        |
| Ekaterina Stolyarova              | D   | Freestyle (5 aktiva)        |
| Regina Rakhimova                  | D   | Freestyle (5 aktiva)        |
| Marina Cherkasova                 | D   | Freestyle (5 aktiva)        |
| Daria Serova                      | D   | Freestyle (5 aktiva)        |
| Yulia Livinskaya                  | D   | Freestyle (5 aktiva)        |
| Rysslands damlandslag i ishockey  | D   | Ishockey (44 aktiva)        |
| Rysslands herrlandslag i ishockey | H   | Ishockey (44 aktiva)        |
| Jevgenij Plusjenko                | H   | Konståkning (16 aktiva)     |
| Artem Borodulin                   | H   | Konståkning (16 aktiva)     |
| Alexander Smirnov                 | H   | Konståkning (16 aktiva)     |
| Maxim Trankov                     | H   | Konståkning (16 aktiva)     |
| Yuri Larionov                     | H   | Konståkning (16 aktiva)     |
| Maksim Sjabalin                   | H   | Konståkning (16 aktiva)     |
| Dmitri Solovyev                   | H   | Konståkning (16 aktiva)     |
| Sergei Novitski                   | H   | Konståkning (16 aktiva)     |
| Jana Khokhlova                    | D   | Konståkning (16 aktiva)     |
| Ksenia Makarova                   | D   | Konståkning (16 aktiva)     |
| Alena Leonova                     | D   | Konståkning (16 aktiva)     |
| Yuko Kavaguti                     | D   | Konståkning (16 aktiva)     |
| Maria Mukhortova                  | D   | Konståkning (16 aktiva)     |
| Vera Bazarova                     | D   | Konståkning (16 aktiva)     |
| Oksana Domnina                    | D   | Konståkning (16 aktiva)     |
| Jekaterina Bobrova                | D   | Konståkning (16 aktiva)     |
| Irina Chazova                     | D   | Längdskidåkning (19 aktiva) |
| Natalja Korosteljova              | D   | Längdskidåkning (19 aktiva) |
| Jevgenija Medvedeva               | D   | Längdskidåkning (19 aktiva) |
| Olga Savjalova                    | D   | Längdskidåkning (19 aktiva) |
| Olga Rotjeva                      | D   | Längdskidåkning (19 aktiva) |
| Olga Schuchkina                   | D   | Längdskidåkning (19 aktiva) |
| Elena Turysheva                   | D   | Längdskidåkning (19 aktiva) |
| Yevgeniya Shapovalova             | D   | Längdskidåkning (19 aktiva) |
| Aleksandr Legkov                  | H   | Längdskidåkning (19 aktiva) |
| Maksim Vylegzjanin                | H   | Längdskidåkning (19 aktiva) |
| Pjotr Sedov                       | H   | Längdskidåkning (19 aktiva) |
| Nikolaj Pankratov                 | H   | Längdskidåkning (19 aktiva) |
| Sergei Novikov                    | H   | Längdskidåkning (19 aktiva) |
| Sergey Shiryayev                  | H   | Längdskidåkning (19 aktiva) |
| Nikita Krjukov                    | H   | Längdskidåkning (19 aktiva) |
| Nikolaj Morilov                   | H   | Längdskidåkning (19 aktiva) |
| Alexander Panzhinskiy             | H   | Längdskidåkning (19 aktiva) |
| Mikhail Devyatyarov               | H   | Längdskidåkning (19 aktiva) |
| Aleksej Petuchov                  | H   | Längdskidåkning (19 aktiva) |
| Anna Bogalij-Titovets             | D   | Skidskytte (11 aktiva)      |
| Olga Zajtseva                     | D   | Skidskytte (11 aktiva)      |
| Anna Boulygina                    | D   | Skidskytte (11 aktiva)      |
| Olga Medvedtseva                  | D   | Skidskytte (11 aktiva)      |
| Jana Romanova                     | D   | Skidskytte (11 aktiva)      |
| Svetlana Sleptsova                | D   | Skidskytte (11 aktiva)      |
| Nikolaj Kruglov                   | H   | Skidskytte (11 aktiva)      |
| Anton Sjipulin                    | H   | Skidskytte (11 aktiva)      |
| Ivan Tjerezov                     | H   | Skidskytte (11 aktiva)      |
| Maksim Tjudov                     | H   | Skidskytte (11 aktiva)      |
| Jevgenij Ustiugov                 | H   | Skidskytte (11 aktiva)      |
| Jekaterina Abramova               | D   | Skridskor (17 aktiva)       |
| Olga Fatkulina                    | D   | Skridskor (17 aktiva)       |
| Svetlana Kaykan                   | D   | Skridskor (17 aktiva)       |
| Galina Lichatjova                 | D   | Skridskor (17 aktiva)       |
| Jekaterina Lobysjeva              | D   | Skridskor (17 aktiva)       |
| Yekaterina Malysheva              | D   | Skridskor (17 aktiva)       |
| Yulia Nemaya                      | D   | Skridskor (17 aktiva)       |
| Alla Shabanova                    | D   | Skridskor (17 aktiva)       |
| Jekaterina Sjichova               | D   | Skridskor (17 aktiva)       |
| Svetlana Vysokova                 | D   | Skridskor (17 aktiva)       |
| Yevgeny Lalenkov                  | H   | Skridskor (17 aktiva)       |
| Aleksandr Lebedev                 | H   | Skridskor (17 aktiva)       |
| Dmitry Lobkov                     | H   | Skridskor (17 aktiva)       |
| Alexander Rumyantsev              | H   | Skridskor (17 aktiva)       |
| Ivan Skobrev                      | H   | Skridskor (17 aktiva)       |
| Timofey Skopin                    | H   | Skridskor (17 aktiva)       |
| Aleksey Jesin                     | H   | Skridskor (17 aktiva)       |
| Ekaterina Tudegesheva             | D   | Snowboard (6 aktiv)         |
| Jekaterina Iljuchina              | D   | Snowboard (6 aktiv)         |
| Alena Zavarzina                   | D   | Snowboard (6 aktiv)         |
| Svetlana Boldykova                | D   | Snowboard (6 aktiv)         |
| Stanislav Detkov                  | H   | Snowboard (6 aktiv)         |
| Andrey Boldykov                   | H   | Snowboard (6 aktiv)         |